# Łęki (powiat nowosądecki)
Łęki (dawn. Łęki ad Kąty) – wieś w Polsce położona w województwie małopolskim, w powiecie nowosądeckim, w gminie Łososina Dolna.
W latach 1975–1998 miejscowość należała administracyjnie do województwa nowosądeckiego.